# АФК Ръшдън енд Даймъндс
АФК Ръшдън енд Даймъндс (AFC Rushden & Diamonds) е футболен клуб от Уелингбъроу базиран в Нортхамптъншър. В началото те играят на Килн Парк, домът на Раундс Таун, от 2011 – 12 играят на стадиона на Уелингбъроу Таун – Док енд Дак. Наследник на несъществуващия вече Ръшдън енд Даймъндс ФК.

## История
През 1991 година се появява Ръшдън енд Даймъндс ФК след като двата съперника от непрофесионалните лиги Ръшдън Таун и Ъртлингборо Даймъндс се сливат и се настаняват на стадиона на Ъртлингборо „Ниън Парк“, а зад това сливане стои Макс Григс, собственик на обувната фабрика „Док Мартенс“. Той поема Ръшдън през 1992 и не само инвестира в инфраструктурата, но довежда в клуба футболисти от по-високо ниво. Кулминацията е пристигането на бившата звезда на Арсенал Брайън Талбът за мениджър през 1997 г. На 27 октомври 2004 Талбът се оттегля от клуба. Първия мач след сливането завършва 2:2 с Билстън. Разформирован през 2011 година.

## Постижения
- Промоция в Южната Висша дивизия: шампион на дивизия Мидлънд
- ФА Трофи: Полуфинал 1995
- Промоция в Конференцията: 1996
- Шампион на Конференцията: 2001 – Промоция в Трета дивизия
- Плейоф за Втора дивизия: 2002 – изгубен от Челтнъм
- Шампион на Трета дивизия: 2003 – Промоция във Втора дивизия